# Carnetin
Carnetin – miejscowość i gmina we Francji, w regionie Île-de-France, w departamencie Sekwana i Marna.
Według danych na rok 1990 gminę zamieszkiwało 411 osób, a gęstość zaludnienia wynosiła 255 osób/km² (wśród 1287 gmin regionu Île-de-France Carnetin plasuje się na 859. miejscu pod względem liczby ludności, natomiast pod względem powierzchni na miejscu 875.).